# Giải bóng đá hạng ba quốc gia Cộng hòa Síp 2002–03
Giải bóng đá hạng ba quốc gia Cộng hòa Síp 2002–03 was the 32nd là mùa giải thứ của giải bóng đá hạng ba Cộng hòa Síp. PAEEK FC giành danh hiệu thứ 2.

## Thể thức thi đấu
Có 14 đội bóng tham gia Giải bóng đá hạng ba quốc gia Cộng hòa Síp 2002–03. Tất cả các đội thi đấu với nhau hai lần, một ở sân nhà và một ở sân khách. Đội bóng nhiều điểm nhất vào cuối mùa giải sẽ là đội vô địch. Ba đội đầu bảng sẽ lên chơi ở Giải bóng đá hạng nhì quốc gia Cộng hòa Síp 2003–04 và ba đội cuối bảng xuống chơi tại Giải bóng đá hạng tư quốc gia Cộng hòa Síp 2003–04.

### Hệ thống điểm
Các đội bóng nhận được 3 điểm cho một trận thắng, 1 điểm cho một trận hòa và 0 điểm cho một trận thua.

## Thay đổi so với mùa giải trước
Các đội bóng thăng hạng Giải bóng đá hạng nhì quốc gia Cộng hòa Síp 2002–03
- SEK Agiou Athanasiou
- Ayia Napa
- AEK/Achilleas Ayiou Theraponta

Các đội bóng xuống hạng từ Giải bóng đá hạng nhì quốc gia Cộng hòa Síp 2001–02
- Omonia Aradippou
- AEZ Zakakiou
- Adonis Idaliou

Các đội bóng thăng hạng từ Giải bóng đá hạng tư quốc gia Cộng hòa Síp 2001–02
- AEM Mesogis
- Elpida Xylofagou
- Achyronas Liopetriou

Các đội bóng xuống hạng Giải bóng đá hạng tư quốc gia Cộng hòa Síp 2002–03
- PEFO Olympiakos
- Rotsidis Mammari
- ATE PEK Ergaton

## Bảng xếp hạng
| Vị thứ | Đội bóng             | St. | T. | H. | B. | BT. | BB. | HS. | Đ  | Ghi chú                                                                 |
| ------ | -------------------- | --- | -- | -- | -- | --- | --- | --- | -- | ----------------------------------------------------------------------- |
| 1      | PAEEK FC             | 26  | 19 | 3  | 4  | 68  | 28  | 40  | 60 | Vô địch-Thăng hạng Giải bóng đá hạng nhì quốc gia Cộng hòa Síp 2003–04. |
| 2      | Akritas Chlorakas    | 26  | 17 | 5  | 4  | 75  | 23  | 52  | 56 | Thăng hạng Giải bóng đá hạng nhì quốc gia Cộng hòa Síp 2003–04.         |
| 3      | Omonia Aradippou     | 26  | 17 | 2  | 7  | 53  | 41  | 12  | 53 | Thăng hạng Giải bóng đá hạng nhì quốc gia Cộng hòa Síp 2003–04.         |
| 4      | AEM Mesogis          | 26  | 15 | 3  | 8  | 50  | 36  | 14  | 48 |                                                                         |
| 5      | MEAP Nisou           | 26  | 13 | 3  | 10 | 47  | 43  | 4   | 42 |                                                                         |
| 6      | Sourouklis Troullon  | 26  | 11 | 4  | 11 | 33  | 46  | -13 | 37 |                                                                         |
| 7      | Adonis Idaliou       | 26  | 10 | 4  | 12 | 42  | 44  | -2  | 34 |                                                                         |
| 8      | Kinyras Empas        | 26  | 9  | 6  | 11 | 38  | 43  | -5  | 33 |                                                                         |
| 9      | AEZ Zakakiou         | 26  | 10 | 3  | 13 | 40  | 54  | -14 | 33 |                                                                         |
| 10     | Elpida Xylofagou     | 26  | 9  | 5  | 12 | 40  | 42  | -2  | 32 |                                                                         |
| 11     | Iraklis Gerolakkou   | 26  | 9  | 2  | 15 | 45  | 51  | -6  | 29 |                                                                         |
| 12     | Othellos             | 26  | 7  | 6  | 13 | 41  | 55  | -14 | 27 | Xuống hạng Giải bóng đá hạng tư quốc gia Cộng hòa Síp 2003–04.          |
| 13     | Achyronas Liopetriou | 26  | 5  | 7  | 14 | 43  | 61  | -18 | 22 | Xuống hạng Giải bóng đá hạng tư quốc gia Cộng hòa Síp 2003–04.          |
| 14     | Elia Lythrodonta     | 26  | 4  | 1  | 21 | 29  | 77  | -48 | 13 | Xuống hạng Giải bóng đá hạng tư quốc gia Cộng hòa Síp 2003–04.          |

Hệ thống điểm: Thắng=3 điểm, Hòa=1 điểm, Thua=0 điểm
Luật xếp hạng: 1) Điểm, 2) Hiệu số, 3) Bàn thắng

## Kết quả
| ↓Home / Away→ | DNA | AEZ | AEM | AKR | ACL | ELL  | ELP | IRK | KNR | MPN | OTL | OMN | PKK | SRK |
| ------------- | --- | --- | --- | --- | --- | ---- | --- | --- | --- | --- | --- | --- | --- | --- |
| Adonis        |     | 1-1 | 1-3 | 1-0 | 4-0 | 3-0  | 1-2 | 2-0 | 2-1 | 4-3 | 1-0 | 1-4 | 0-1 | 4-0 |
| AEZ           | 2-4 |     | 2-1 | 0-4 | 2-1 | 1-0  | 2-1 | 3-5 | 2-1 | 0-2 | 3-1 | 1-2 | 2-0 | 0-2 |
| AEM           | 4-1 | 1-0 |     | 2-0 | 3-3 | 3-0  | 3-1 | 3-2 | 4-3 | 1-0 | 3-0 | 3-2 | 2-3 | 2-1 |
| Akritas       | 1-0 | 5-0 | 3-0 |     | 3-3 | 7-2  | 1-1 | 3-2 | 1-1 | 2-2 | 7-2 | 6-1 | 2-0 | 6-0 |
| Achyronas     | 1-0 | 1-1 | 0-5 | 0-5 |     | 2-0  | 2-4 | 3-2 | 1-1 | 3-4 | 1-1 | 1-2 | 1-3 | 0-1 |
| Elia          | 0-2 | 2-1 | 0-3 | 0-6 | 1-6 |      | 1-4 | 1-2 | 1-3 | 1-2 | 3-0 | 2-3 | 1-3 | 1-2 |
| Elpida        | 1-1 | 1-1 | 2-0 | 0-2 | 0-2 | 3-0  |     | 1-2 | 3-0 | 1-0 | 2-1 | 2-3 | 1-2 | 1-1 |
| Iraklis       | 0-0 | 2-4 | 0-1 | 1-2 | 2-2 | 3-4  | 2-0 |     | 0-1 | 6-1 | 2-1 | 1-2 | 1-3 | 2-1 |
| Kinyras       | 1-1 | 3-4 | 3-1 | 0-1 | 4-2 | 1-0  | 4-3 | 1-2 |     | 3-0 | 0-0 | 0-0 | 0-2 | 3-0 |
| MEAP          | 4-3 | 1-3 | 2-2 | 1-0 | 4-3 | 1-0  | 2-0 | 2-0 | 3-0 |     | 0-0 | 4-0 | 1-2 | 2-0 |
| Othellos      | 4-1 | 4-0 | 1-0 | 0-0 | 0-0 | 11-3 | 5-2 | 2-4 | 3-1 | 1-2 |     | 0-3 | 1-1 | 3-1 |
| Omonia        | 3-1 | 2-1 | 3-0 | 0-4 | 5-4 | 0-2  | 2-1 | 2-1 | 0-1 | 2-1 | 7-0 |     | 2-2 | 2-1 |
| PAEEK FC      | 7-3 | 5-3 | 3-0 | 3-2 | 2-0 | 3-3  | 1-2 | 2-0 | 5-0 | 2-0 | 5-0 | 0-1 |     | 3-0 |
| Sourouklis    | 1-0 | 2-1 | 0-0 | 1-2 | 2-1 | 2-1  | 1-1 | 4-1 | 2-2 | 4-3 | 3-0 | 1-0 | 0-5 |     |